# Paustians Hus
Paustians Hus (også kaldet Utzonhuset) er tegnet  i 1987 af den verdensberømte arkitekt arkitekt Jørn Utzon, der også tegnede Sydney Opera House. Utzons søn Kim Utzon tegnede to tilhørende bygninger i 2010.
Huset er placeret ved Kalkbrænderiløbskaj i Københavns Nordhavn. I dag ejes huset af softwarevirksomheden cBrain og består af åbne kontorlandskaber på tre etager, mødelokaler og en bistro for medarbejderne. Tidligere husede bygningen et stort møbelshowroom ejet af design- og møbelkæden Paustian.
Inspirationen til husets høje søjler er hentet fra de høje, slanke stammer fra en bøgeskov. Oppe under loftet deler søjlerne sig som grene og blade i en trækrone. Den hvide facade og de elegante søjler får huset til at minde om et tempel, der får en ekstra kontrast, fordi det ligger modsat det bastante Svanemølleværk.
Huset blev i 2012 fredet.